# محمد بن جرير الطبري
أبو جعفر محمد بن جرير بن يزيد بن كثير بن غالب الشهير  بالإمام الطَّبَرِي،  (224 هـ - 310 هـ - 839 - 923م)، مفسّر ومؤرّخ وفقيه، ولُقِّبَ بإمام المفسرين، ولد بآمُل عاصمة إقليم طبرستان،  ارتحل إلى الري وبغداد والكوفة والبصرة،  وذهب إلى مصر فسار إلى الفسطاط في سنة 253 هـ وأخذ على علمائها علوم مالك والشافعي وابن وهب،  ورجع واستوطن بغداد، قال الخطيب البغدادي: «كان حافظًا لكتاب الله، عارفًا بالقراءات، بصيرًا بالمعاني، فقيهًا في أحكام القرآن، عالمًا بالسنن وطرقها، وصحيحها وسقيمها، وناسخها ومنسوخها، عارفًا بأقوال الصحابة والتابعين، ومن بعدهم من الخالفين في الأحكام، ومسائل الحلال والحرام، عارفُا بأيام الناس وأخبارهم»، عُرِضَ عليه القضاء فامتنع، والمظالم فأبى،  له العديد من التصانيف، يقول ياقوت الحموي: «وجدنا في ميراثه من كتبه أكثر من ثمانين جزءًا بخطه الدقيق»، ومنها: اختلاف علماء الأمصار، وهو أول كتاب ألفه الطبري، وكان يقول عنه: «لي كتابان لا يستغني عنهما فقيه: الاختلاف واللطيف»، وألف جامع البيان في تأويل القرآن، المعروف بتفسير الطبري وتاريخ الأمم والملوك، المعروف بتاريخ الطبري وتهذيب الآثار، وذيل المذيل، ولطيف القول في أحكام شرائع الإسلام، بسيط القول في أحكام شرائع الإسلام، وكتاب القراءات،  وصريح السنة، والتبصير في معالم الدين، وتوفي في شهر شوال سنة 310 هـ، ودفن ببغداد.

## نسبه ونشأته
هو أبو جعفر محمد بن جرير بن يزيد بن كثير بن غالب الطبري، وُلِد في طبَرِستان في مدينة آمل، وهناك مدينتين تحمل اسم آمل وهناك خلاف حول أي المدينتين التي ينتمي لها الطبري ويرجح بعض الباحثين أن المقصودة التي في تركمانستان،  عام 224 هـ، ونسبه بعض العلماء إلى قبيلة الأزد اليمنية والتي استوطن قسم منها في المشرق الإسلامي وهو الأرجح، وكان ينأى بنفسه عن الخوض في الأنساب، وزعم المستشرق بروكلمان أنه من عنصر أعجمي، نشأ الطبري بآمل، وتربى في أحضان والده وغمره برعايته، وتفرس فيه النباهة والذكاء والرغبة في العلم فتولى العناية به ووجَّهه منذ الطفولة إلى حفظ القرآن الكريم، كما هي عادة المسلمين في مناهج التربية الإسلامية، وخاصةً أن والده رأى رؤيا تفاءل بها خيرًا عند تأويلها.
فقد رأى أبوه رؤيا في منامه أن ابنه واقف بين يدي الرسول ومعه مخلاة مملوءة بالأحجار، وهو يرمي بين يدي رسول الله، وقصَّ الأب على مُعَبِّرٍ رؤياه فقال له: "إن ابنك إن كبر نصح في دينه، وذبَّ عن شريعة ربه". ويظهر أن الوالد أخبر ولده بهذه الرؤيا وقصها عليه عدة مرات؛ فكانت حافزًا له على طلب العلم والجد والاجتهاد فيه والاستزادة من معينه، والانكباب على تحصيله ثم العمل به، والتأليف فيه؛ ليدافع عن الحق والدين. وظهرت على الطبري في طفولته سمات النبوغ الفكري، وبدت عليه مخايل التفتح الحاد والذكاء الخارق والعقل المتقد، والملكات الممتازة، وأدرك والده ذلك فعمل على تنميتها وحرص على الإفادة والاستفادة منها؛ فوجَّهه إلى العلماء ومعاهد الدراسة، وساعده على استغلال كل هذه الطاقات دون أن يشغله بشيء من شؤون الحياة ومطالبها، وخصص له المال للإنفاق على العلم والتعلم، وسرعان ما حقق الطبري أحلام والده، وزاد له في آماله وطموحه. وقد حرص والده على إعانته على طلب العلم منذ صباه، ودفعه إلى تحصيله، فما كاد الصبي الصغير يبلغ السن التي تؤهله للتعليم، حتى قدمه والده إلى علماء آمل، وشاهدته دروب المدينة ذاهبًا آيبًا يتأبط دواته وقرطاسه. وسرعان ما تفتح عقله، وبدت عليه مخايل النبوغ والاجتهاد، حتى قال عن نفسه: "حفظت القرآن ولي سبع سنين، وصليت بالناس وأنا ابن ثماني سنين، وكتبت الحديث وأنا في التاسعة".

## صفاته

### النبوغ والذكاء
كان الطبري موهوب الغرائز، وقد كان ذا ذكاء خارق، وعقل متقد، وذهن حاد، وحافظة نادرة، وهذا ما لاحظه فيه والده، فحرص على توجيهه إلى طلب العلم وهو صبي صغير، وخصص له موارد أرضه لينفقها على دراسته وسفره وتفرغه للعلم. ومما يدل على هذا الذكاء أنه حفظ القرآن الكريم وهو ابن سبع سنين، وصلى بالناس وهو ابن ثماني سنين، وكتب الحديث وهو ابن تسع سنين.

### حفظ الطبري

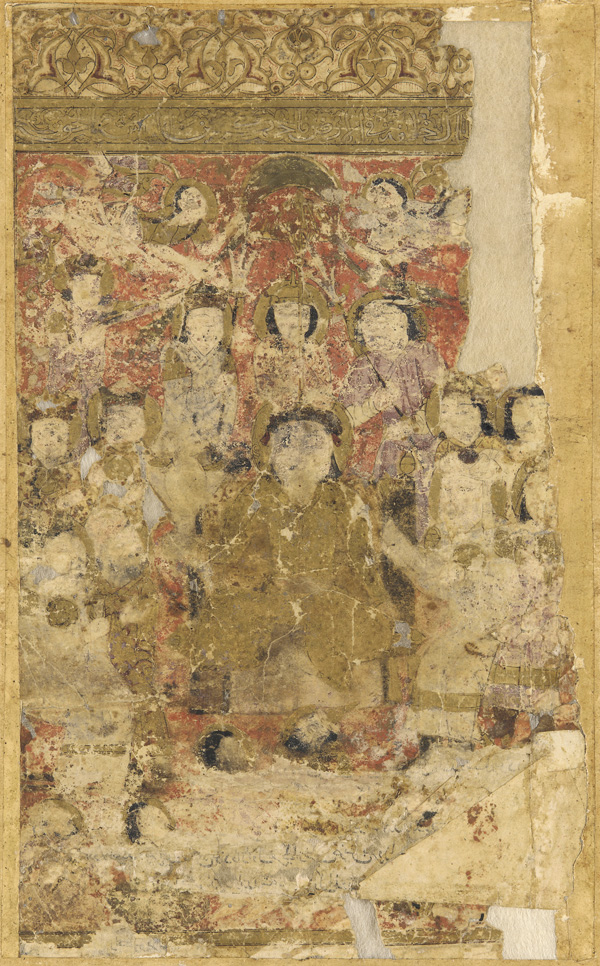
نسخة تاريخ الطبري المترجمة إلى الفارسية بواسطة البلعمي التي تعود للقرن الثامن الهجري.

كان الطبري يتمتع بحافظة نادرة، ويجمع عدة علوم، ويحفظ موضوعاتها وأدلتها وشواهدها، وإن كُتُبه التي وصلتنا لأكبر دليل على ذلك، حتى قال عنه أبو الحسن سري بن المغلس: "والله إني لأظن أبا جعفر الطبري قد نسي مما حفظ إلى أن مات ما حفظه فلان طول عمره.

### ورع الطبري وزهده
كان الطبري على جانبٍ كبير من الورع والزهد والحذر من الحرام، والبُعد عن مواطن الشُّبَه، واجتناب محارم الله تعالى، والخوف منه، والاقتصار في المعيشة على ما يَرِدُهُ من ريع أرضه وبستانه الذي خلَّفه له والده. قال ابن كثير: "وكان من العبادة والزهادة والورع والقيام في الحق لا تأخذه في ذلك لومة لائم، ... وكان من كبار الصالحين". وكان الطبري زاهدًا في الدنيا، غير مكترث بمتاعها ومفاتنها، وكان يكتفي بقليل القليل أثناء طلبه للعلم، وبما يقوم به أوده، ويمتنع عن قبول عطايا الملوك والحكام والأمراء.

### عفة الطبري وإباؤه
كان الطبري عفيف اللسان، يحفظه عن كل إيذاء، وكان متوقفًا عن الأخلاق التي لا تليق بأهل العلم ولا يؤثرها إلى أن مات، ولما كان يناظر مرة داود بن علي الظاهري في مسألة، فوقف الكلام على داود، فشق ذلك على أصحابه، فقام رجل منهم، وتكلم بكلمة مَضَّة وموجعة لأبي جعفر، فأعرض عنه، ولم يرد عليه، وترفَّع عن جوابه، وقام من المجلس، وصنَّف كتابًا في هذه المسألة والمناظرة. وكان الطبري عفيف النفس أكثر من ذلك، فهو مع زهده لا يسأل أحدًا، مهما ضاقت به النوائب، ويعفُّ عن أموال الناس، ويترفع عن العطايا.

### تواضع الطبري وعفوه
كان الطبري شديد التواضع لأصحابه وزواره وطلابه، دون أن يتكبر بمكانته، أو يتعالى بعلمه، أو يتعاظم على غيره، فكان يُدعى إلى الدعوة فيمضي إليها، ويُسأل في الوليمة فيجيب إليها. وكان لا يحمل الحقد والضغينة لأحد، وله نفس راضية، يتجاوز عمن أخطأ في حقه، ويعفو عمن أساء إليه. وكان محمد بن داود الظاهري قد اتهم الطبري بالأباطيل، وشنَّع عليه، وأخذ بالرد عليه؛ لأن الطبري ناظر والده، وفنَّد حججه، وردَّ آراءه، فلما التقى الطبري مع محمد بن داود تجاوز عن كل ذلك، وأثنى على علم أبيه، حتى وقف الولد عن تجاوز الحد، وإشاعة التهم على الطبري. ومع كل هذا التواضع، وسماحة النفس، والعفو والصفح، كان الطبري لا يسكت على باطل، ولا يمالئ في حق، ولا يساوم في عقيدة أو مبدأ؛ فكان يقول الحق، ولا تأخذه في الله لومة لائم، ثابت الجنان، شجاع القلب، جريئًا في إعلان الصواب مهما لحق به من أذى الجهال، ومضايقة الحساد، وتخرصات الحاقدين.

## محنته

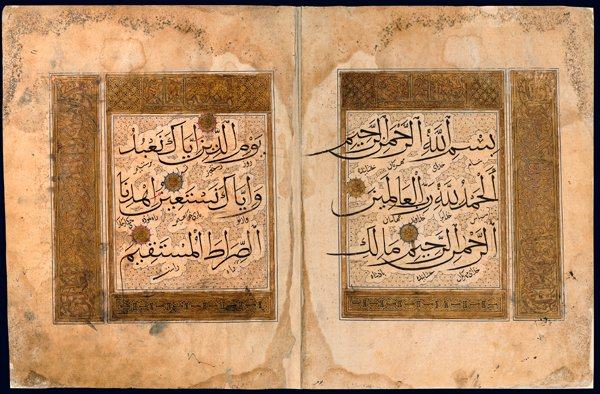
النسخة الأولى المترجمة إلى اللغة الفارسية لكتاب تفسير الطبري وتعود للعام 606 هجري.

تعرض الطبري لمحنة شديدة في أواخر حياته، فلقد وقعت ضغائن ومشاحنات بين ابن جرير الطبري ورأس الحنابلة في بغداد أبي بكر بن داود أفضت إلى اضطهاد بعض الحنابلة لابن جرير، وتعصب العوامّ على ابن جرير ورموه بالتشيّع وغالوا في ذلك. حتى منعوا الناس من الاجتماع به، وظل ابن جرير محاصرًا في بيته حتى تُوفّي.
يُقال في سبب عداء بعض الحنابلة للطبري أنه أغفل في كتابه (اختلاف الفقهاء) ذكر أحمد بن حنبل، في حين أنه ذكر كثيراً من الفقهاء أمثال أبي حنيفة والشافعي ومالك والأوزاعي وغيرهم، فلما سئل عن سبب إهماله أجاب سائليه: لم يكن ابن حنبل فقيهاً وإنما كان مُحدِّثاً. ومع ذلك، فالطبري لم يقلل من شأن ابن حنبل، بل أعلى من شأنه كثيراً، وتابعه في موقفه من محنة خلق القرآن. وفي كتاب للطبري، عنوانه (صريح السنة) يقول ما نصُّه: «وأما القول في ألفاظ العباد بالقرآن، فلا أثر (حديث) فيه نعلمه عن صحابي مضى، ولا تابعي قضى، إلا عمَّن في قوله الغناء والشفاء رحمة الله عليه ورضوانه، وفي اتِّبَاعِه الرُّشْدُ والهُدَى، ومن يقوم قوله لدينا مقام قول الأئمة الأولى: أبي عبد الله أحمد بن محمد بن حنبل، رضي الله عنه... ولا قول في ذلك عندنا يجوز أن نقوله غير قوله؛ إذ لم يكن لنا فيه إمام نأتم به سواه، وفيه الكفاية والمقنع، وهو الإمام المتبع، رحمة الله عليه ورضوانه».
بعد هذه المحنة خلا الطبري في داره، وقيل أنه ألّف كتابه المشهور في الاعتذار إلى الحنابلة، وذكر فيه مذهب ابن حنبل وصوّب اعتقاده وجرّح من ظنوا فيه غير ذلك. وقرأ كتابه على الحنابلة فصالحوه وكفّوا عنه، واستأنف طلابه التردد على مجالسه بعد أن كان الحنابلة يمنعون الناس من مجالسته فكان لا يخرج ولا يدخل عليه أحد. وقد أورد تفاصيل تلك المحنة عدد من المؤرخين والعلماء منهم: ياقوت الحموي في (معجم الأدباء)، وابن عساكر في (تاريخ دمشق)، وابن الأثير في (الكامل في التاريخ)، وابن كثير في (البداية والنهاية)، والخطيب البغدادي في (تاريخ بغداد)، والذهبي في (سير أعلام النبلاء)، والصفدي في (الوافي بالوفيات).
كما كان بعض الناس يذهبون في تفسير معنى آية: ﴿وَمِنَ اللَّيْلِ فَتَهَجَّدْ بِهِ نَافِلَةً لَكَ عَسَى أَنْ يَبْعَثَكَ رَبُّكَ مَقَامًا مَحْمُودًا ۝٧٩﴾ [الإسراء:79] إلى أن الله يقعد النبي محمد على العرش جزاء له على تهجّده. فقال الطبري: «أما حديث الجلوس على العرش فمحال، وأنشد: سبحان من ليس له أنيس ولا له في عرشه جليس». فلما سمعوا منه ذلك غضبوا، وأهاجوا عليه عامة الناس، واتهموه بالرفض، ورموا داره بالحجارة.

## تلامذته
كان الطبري أحد أبرز العلّامات في عصره، وقد حضر مجالسه العديد من أبرز علماء عصره وتتلمذوا على يده، ومن هؤلاء العلماء:
- الشيخ عبد الله بن أحمد الفرغاني.
- الشيخ أحمد بن عبد الله بن الحسين الجُبْني الكبائي.
- الشيخ أحمد بن موسى بن العباس التميمي.
- الشيخ أحمد بن كامل القاضي
- الشيخ مخلد بن جعفر.
- الشيخ عبد الواحد بن عمر بن محمد أبو طاهر البغدادي البزاز.
- الشيخ محمد بن أحمد بن عمر أبو بكر الضرير الرملي.
- الشيخ محمد بن محمد بن فيروز.
- وتعلم على يده كثير من العلماء غيرهم.[51]

## بعض مؤلفاته

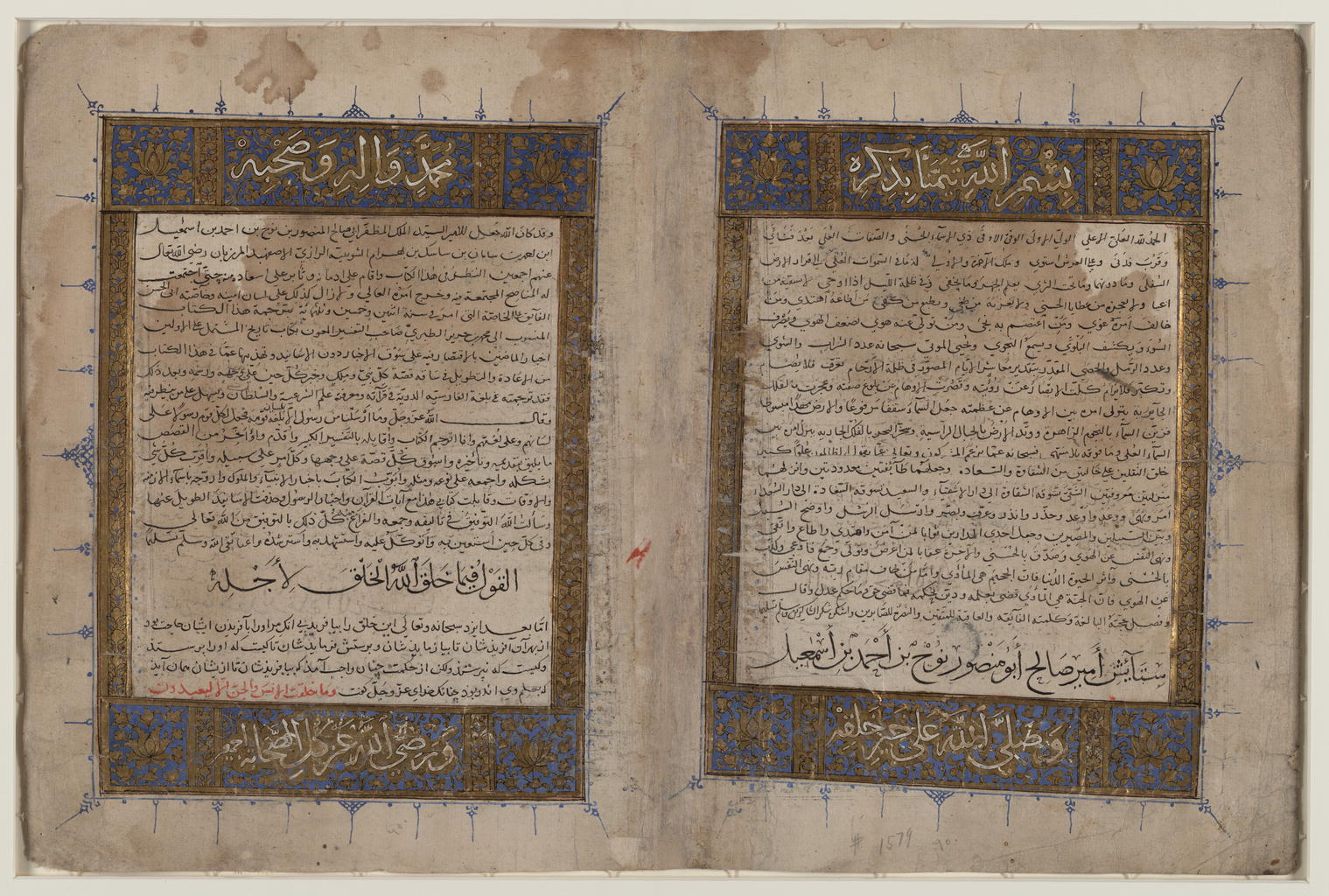
مخطوطة تعود للقرن الثامن الهجري لتاريخ الطبري المترجمة للغة الفارسية بواسطة البلعمي.

- تفسير الطبري—المسمى بجامع البيان عن تأويل آي القرآن.
- تاريخ الطبري (تاريخ الأمم والملوك أو تاريخ الرسل والملوك).
- التبصير في معالم الدين.
- كتاب آداب النفس الجيدة والأخلاق النفيسة.
- اختلاف علماء الأمصار في أحكام شرائع الإسلام.[52]
- صريح السنة (يوضح فيه مذهبه وعقيدته).
- الفصل بين القراءات.
- آداب القضاة.
- آداب النفوس.
- آداب المناسك.
- تهذيب الآثار.
- فضائل أبي بكر وعمر ما.
- ذيل المذيل.[53]

## ثناء العلماء عليه
- قال عنه الإمام النووي: أجمعت الأمة على أنه لم يصنف مثل الطبري.[54]
- قال عنه ياقوت الحموي: "أبو جعفر الطبري المحدِّث، الفقيه، المقرئ، المؤرِّخ، المعروف، المشهور.[55]
- قال عنه الخطيب البغدادي: "كان أحد أئمة العلماء، يُحكم بقوله، ويُرجع إلى رأيه لمعرفته وفضله، وكان قد جمع من العلوم ما لم يشاركه فيه أحد من أهل عصره، وكان حافظًا لكتاب الله، عارفًا بالقراءات كلها، بصيرًا بالمعاني، فقيهًا في أحكام القرآن، عالمًا بالسنن وطرقها: صحيحها وسقيمها، وناسخها ومنسوخها، عارفًا بأقوال الصحابة والتابعين ومن بعدهم قل أن ترى العيون مثله...، عارفًا بأيام الناس وأخبارهم.[56][57]
- قال عنه أحمد ابن خلكان:العلم المجتهد عالم العصر صاحب التصانيف البديعة كان ثقة صادقا حافظا رأسا في التفسير إماما في الفقه والإجماع والاختلاف علامة في التاريخ وأيام الناس عارفا بالقراءات وباللغة وغير ذلك.[58]
- قال ابن الأثير: أبو جعفر أوثق من نقل التاريخ وفي تفسيره ما يدل على علم غزير وتحقيق وكان مجتهدًا في أحكام الدين لا يقلد أحدًا بل قلده بعض الناس وعملوا بأقواله وآرائه وكان أسمر، أعين، نحيف الجسم، فصيحًا.[59]
- قال الذهبي: "الإمام الجليل، المفسر أبو جعفر، صاحب التصانيف الباهرة... من كبار أئمة الإسلام المعتمدين. كان ثقة حافظًا صادقًا، رأسًا في التفسير، إمامًا في الفقه والإجماع والاختلاف، عَلاَّمةً في التاريخ وأيام الناس، عارفًا بالقراءات واللغة، وغير ذلك. وفي موضع اخر قال: الطبري له كتاب التفسير، لم يصنف أحد مثله".[60]
- قال عنه القفطي: ""العالم الكامل، الفقيه، المقرئ، النحوي، اللغوي، الحافظ، الإخباري، جامع العلوم، لم يُرَ في فنونه مثله، وصنف التصانيف الكبار، [61] منها تفسير القرآن الذي لم يُرَ أكبر منه، ولا أكثر فوائد".[61]
- قال ابن خزيمة: "ما أعلم على الأرض أعلم من محمد بن جرير".[62][63]
- قال عنه ابن تغري بردي: "وهو أحد أئمة العلم، يُحكم بقوله، ويُرجع إلى رأيه، وكان متفننًا في علوم كثيرة، وكان واحد عصره".[64]
- قال ابن تيمية: وأما التفاسير التي في أيدي الناس فأصحها تفسير محمد بن جرير الطبري، فإنه يذكر مقالات السلف، بالأسانيد الثابتة، وليس فيه بدعة، ولا ينقل عن المتهمين.[65]
- قال السيوطي: " الإمام أبو جعفر، رأس المفسرين على الإطلاق، أحد الائمة، جمع من العلوم ما لم يشاركه فيه أحد من أهل عصره، فكان حافظاً لكتاب الله، بصيراً بالمعاني، فقيهاً في أحكام القرآن، عالماً بالسنن وطرقها، صحيحها وسقيمها، ناسخها ومنسوخها، عالماً بأحوال الصحابة والتابعين، بصيراً بأيام الناس وأخبارهم.[66] وفي كتاب اخر قال: الطبري وكتابه أجلُّ التفاسير وأعظمها... فإنه يتعرض لتوجيه الأقوال وترجيح بعضها على بعض، والإعراب والاستنباط، فهو يفوقها بذلك".[67][68]

## وفاته وضريحه

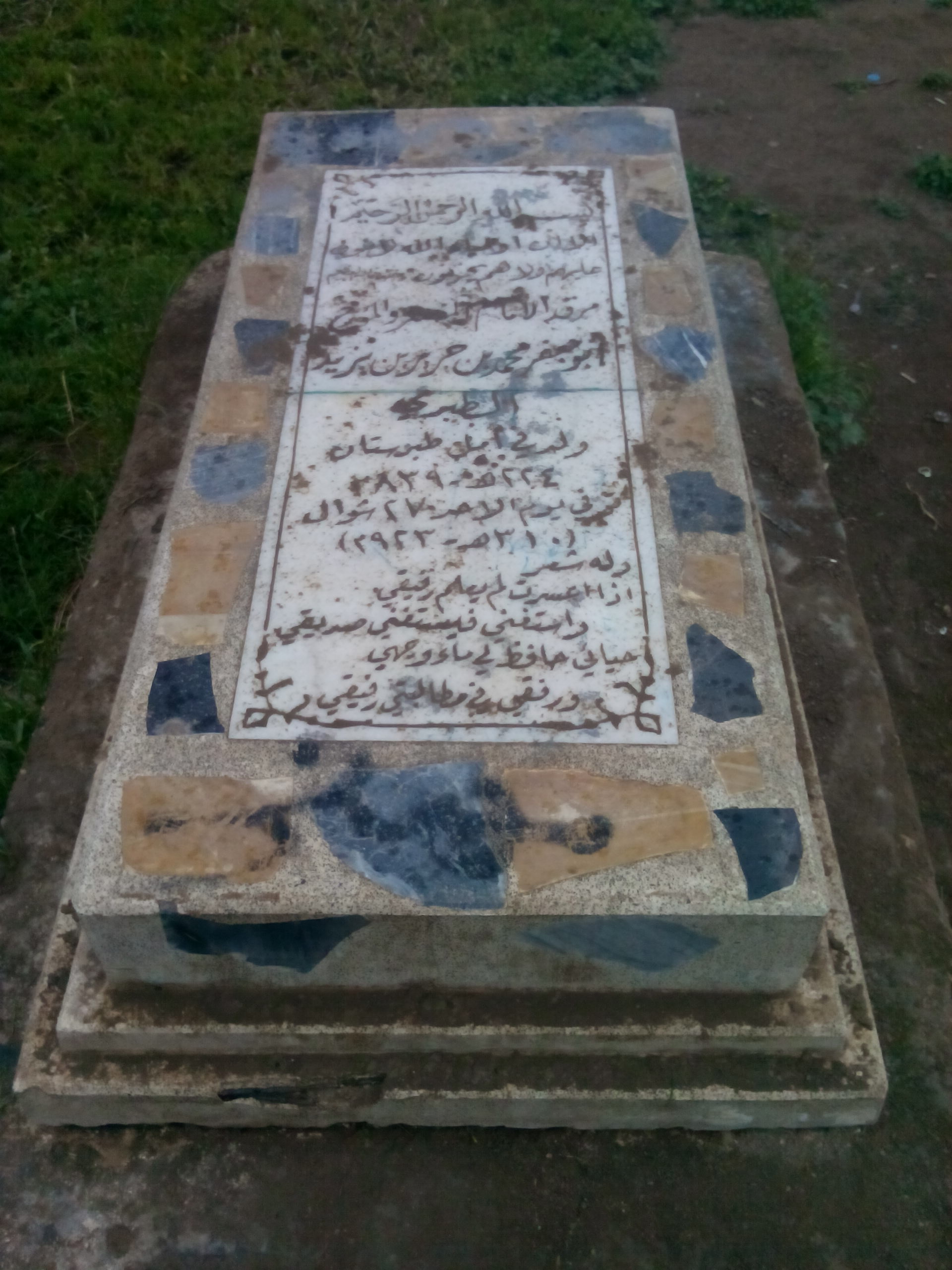
شاهد قبر الإمام الطبري في الأعظمية بحديقة الرحبي في بغداد 2017

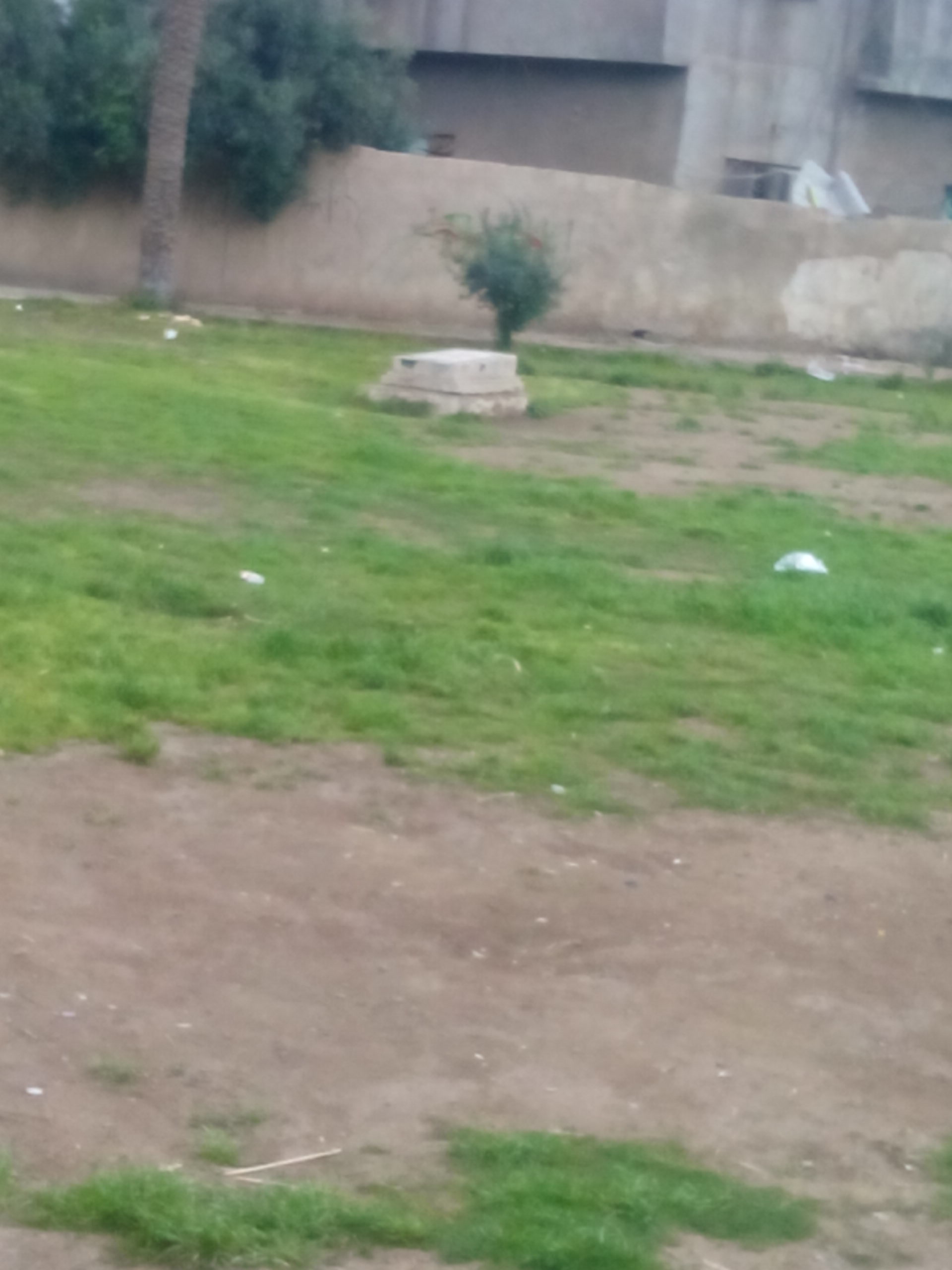
قبر الامام الطبري في جانب من حديقة الرحبي (رحبة يعقوب) في بغداد

توفي الطبري وقت المغرب عشية يوم الأحد 26 من شهر شوال سنة 310 هـ، الموافقة لسنة 923م كما نصّت المصادر التاريخيّة وعاش الطبري راهبًا في محراب العلم والعمل حتى وفاته.
قال ابن كثير: توفي الطبري عن عمر ناهز الثمانين بخمس سنين، وفي شعر رأسه ولحيته سواد كثير، ودفن في داره لان بعض عوام الحنابلة ورعاعهم منعوا دفنه نهارا ونسبوه إلى الرفض، ومن الجهلة من رماه بالإلحاد، وحاشاه من ذلك كله. بل كان أحد أئمة الإسلام علما وعملا بكتاب الله وسنة رسوله، وإنما تقلدوا ذلك عن أبي بكر محمد بن داود الظاهري، حيث كان يتكلم فيه ويرميه بالعظائم وبالرفض. قال الخطيب البغدادي وابن عساكر:"اجتمع في جنازته من لا يحصيهم عددًا إلا الله، وصُلِّي على قبره عدة شهور ليلاً ونهارًا،  ودُفِن في أضحى النهار من يوم الاثنين غد ذلك اليوم في داره الكائنة برحبة يعقوب ببغداد. ورثاه خلق كثير من أهل الدين والأدب".
وعندما سمع أبو بكر بن دريد بوفاته رثاه بقصيدة أولها:
وكذلك عندما سمع أبو سعيد ابن الأعرابي بوفاته رثاه بأبيات منها:
وحاليا (رحبة يعقوب) التي دفن فيها هي حديقة تسمى (حديقة الرحبي) بعد أن هدمت وأزيلت المساكن القديمة حولها وتوسعت الحديقة، وجدد مبنى قبر الإمام الطبري، والقبر الآن ظاهر للعيان موجود في وسط الحديقة في شارع عشرين في الأعظمية في بغداد.

## مسلسل الطبري
في عام 1987، أنتج اتحاد الإذاعة والتلفزيون المصري أول مسلسل تلفزيوني يعرض حياة الطبري تحت اسم "الإمام الطبري" من إخراج مجدي أبو عميرة وبطولة عزت العلايلى (الإمام الطبري)، وأمينة رزق وسمية الألفي وليلى فوزي وعمر الحريري، وبلغت عدد حلقات المسلسل 28 حلقة، عرض لأول مرة على تلفزيون القناة الأولى المصرية، ومن ثم عرض على القنوات العربية.

## وصلات خارجية
- ترجمة ابن جرير الطبري المؤرخ المجتهد
- عقيدة الإمام الطبري عقيدة أهل السنة